# Світила (роман)
«Світила» — це роман 2013 року Елеонори Каттон. Це другий роман Каттон. Роман, слідує за Вальтером Муді, дослідником, який подорожує до нового селища Західного узбережжя Хокітіка, щоб спробувати досягти свого статку на довколишніх золотих полях. Натомість він натикається на напружену зустріч між дванадцятьма місцевими людьми та втягується у складну таємницю, яка висвітлює низку нерозкритих злочинів.
Він був опублікований Victoria University Press та Granta Books у 2013 році. Він здобув багато нагород та відзнак, включаючи премію Man Booker 2013 року. BBC 2 також представляє однойменне телевізійне міністерство.

## Сюжет
Розповідь починається з одного із головних героїв книги, Уолтера Муді, який приїхав до курильні готелю Crown, після зустрічі з жахливим видовищем під час поїздки в Хокітіку. Там він зустрічає дванадцять чоловіків, які стають головними героями книги: Те Рау Таухаре (мисливець за зеленими каменями маорі), Чарлі Фрост (банкір), Едгар Клінч (власник готелю), Бенджамін Лоуентал (журналіст), Каув Девлін (капелан), Сук Йонгшен (капелюшник), Ауберт Гаскойн (клерк юстиції), Джозеф Притчард (хімік), Томас Бальфур (агент по доставці), Харальд Нілссен (торговець комісією), Кві Лонг (ювелір) та Дік Манерінг (магнат золотих копалень).
Дванадцять чоловіків інформують Вальтера Муді про події, що відбулися напередодні сьогоднішньої ночі. Кросбі Уеллс, незвичайний відлюдник, був знайдений мертвим у своїй каюті, від явно мирної смерті. Однак, після огляду, у його салоні було заховано золото на кілька тисяч фунтів срібла. Коуелл Девлін знайшов лист, в якому йдеться про те, що Емери Стайнс, багатий і вподобаний чоловік Хокітіки, який нещодавно зник без вісти, повинен заплатити 2000 фунтів Ані Уетеррелл, повії, відомій тим, що часто відвідувала райони Китайського міста Хокітіка, з Кросбі Уелс. Людину, яка виявляється в центрі всіх цих подій, звати Френсіс Карвер, жорстока людина, яка випадково була капітаном корабля, на якому Муді прибув до Хокітіки. Є також політик на ім'я Алістер Лодербек, який відвідує місто, він сам магнат-судноплавець, який, здається, також застряв в таємниці. Їх раду перериває один із слуг Діка Маннерінга, який розповідає їм про Божественну Швидкість, корабель Карвера і той, що взяв Муді, вимився на березі.
Через три тижні уламки Божої швидкості підіймають на берег. Муді, помилково отримує багажник Алістера Лодербека, в якому він виявляє листи, що свідчать про те, що Кросбі виявляється зведеним братом Лодербека. Лідія Уеллс, вдова Кросбі Уеллса і коханка Карвера, також приїжджає до міста, щоб зібрати гроші, знайдені в кабіні Кросбі Уеллса, оскільки вони за законом належать їй. Дочекавшись розгляду претензій, вона планує провести сеанс, щоб зв'язатися з привидом Емері Стайнса. Для цього вона наймає Ганну, яка нещодавно відмовилася від проституції.
Ах Сук, попередній продавець опіуму Анни, йде до неї в гості. Однак він впізнає Лідію і Карвера, які в цей час бувають там. Ах Сук присягнув Карверу на роки помсти за вбивство батька, і він не спочине, поки Карвер не помре. Після сеансу Сук вирушає до готелю Карвера, щоб спробувати його вбити. Однак, перш ніж він зможе виконати свою помсту, він стає жертвою Георгія Шепарда, в акті помсти за його брата, який, на його думку, був убитий Ах Суком.
В ту ж ніч в салоні Кросбі Уеллса з'являється Емері Штайнс з важким пораненням. Те Рау Таухаре повертає його до міста, щоб надати медичну допомогу і це рятує його. Він возз'єднався з Анною, яка також отримала певну травму, оскільки, схоже, вони закохалися. Після оздоровлення Штайнса всіх живих персонажів в кінцевому підсумку викликають на випробування в Хокітіку. Суд розкриває істини злочинів. Виявлено, що Карвер вбив Кросбі Уеллса, Емері Штайнс обдурив Карвера. Після закінчення судового процесу Стайнс засуджений до дев'яти місяців каторжних робіт, Карвер до кількох роках в тюрмі, а Анна виправдана. Однак, по дорозі до в'язниці, голову Карвера б'є Те Рау Таухаре, використовуючи зелений камінь, як помсту своєму старому другові Кросбі Уеллсу.
Усі живі персонажі відбувають свої покарання, і Уолтер Муді нарешті залишає Хокітіку, щоб почати розшукувати золото.

## Персонажі
Кожен з дванадцяти чоловік, складових ради в першому розділі книги, пов'язаний з одним із дванадцяти. знаків Зодіаку. Назва глави, в якій один з цих людей грає головну роль, незмінно несе знак цієї людини. Асоціації наступні:
- Те Рау Таухаре (мисливець на зелений камінь): Овен
- Чарлі Мороз (банкір): Телець
- Бенджамін Лоуентал (газетянин): Близнюки
- Едгар Клінч (власник готелю): Рак
- Дік Маннерінг (магнат золотих копалень): Лео
- Quee Long (ювелір): Діва
- Харальд Нільссен (комісіонер): Терези
- Джозеф Причард (хімік): Скорпіон
- Томас Бальфур (агент по доставці): Стрілець
- Ауберт Гаскойн (клерк юстиції): Козеріг
- Сук Йонгшенг (Капелюшник): Водолій
- Коуелл Девлін (свещеник): Риби

Традиційні характеристики, пов'язані з кожним знаком, служать каркасом, на якому будується Catton для створення повноцінних персонажів. Te Rau Tauwhare — єдине ім'я в списку, засноване на реальній особі; всі інші — вигадані.
Інший набір символів пов'язаний з небесними тілами всередині Сонячної системи.
- Уолтер Муді: Меркурій
- Лідія (Уеллс) Різьбяр з Грінвея: Венера
- Френсіс Карвер: Марс
- Алістер Лаудербек: Юпітер
- Джордж Шепард: Сатурн
- Анна Ветрелл: Сонце / Місяць
- Емері плями: Місяць / Сонце
- Crosbie Wells: Terra Firma

## Передумови та світогляд
У віці 14 років Каттон та її батько вирушили в тандемі з рідного дому в Крайстчерч через Артурський перевал. Це надихнуло її інтерес до Gold Rush 1860-х років на Західному узбережжі, і вона почала думати над історією. Багато років потому вона провела багато часу в Хокітіці, написавши книгу.
Каттон повернулася в Хокітіку в березні 2014 року вперше з грудня 2012 року. Вона дала сесію запитань і відповідей у Театрі Регента разом із своїм британським видавцем Максом Портером перед натовпом. Вона розповіла, що використовувала вебсайт Papers Past Національної бібліотеки Нової Зеландії, щоб знайти відповідні імена для своїх героїв.
Британський продюсер Ендрю Вудхед обрав роман для телебачення, написаний Каттоном. Каттон сказала, що наполягає на тому, щоб серія вироблялася на Західному узбережжі, оскільки флора і фауна там унікальні.

## Прийом
Книга була зустрінута з критикою і була описана як «сліпучий подвиг роману» Спостерігачем.

Джастін Джордан, пишучи для The Guardian, також позитивно зазначила, що Каттон спритно організувала її роман: 
 … згідно з астрологічними принципами, так що символи не тільки асоціюються зі знаками Зодіаку, або Сонцем і Місяцем («світилами» назви), але взаємодіють між собою відповідно до заздалегідь визначеного руху неба, в той час як кожен 12 частин роману зменшуються в довжину протягом книги, щоб імітувати місяць, що спадає через його місячний цикл. 
 Станом на серпень 2014 року «Світильники» продали 560 000 примірників, з них 120 000 — у Новій Зеландії.

## Нагороди та відзнаки
Роман Світила здобув Букерівську премію 2013 та премію Генерального губернатора за англомовну художню літературу в Канаді. Він потрапив у шорт-лист до премії Уолтера Скотта (2014). Він увійшов до списку у преміях жіночої літератури Бейліс (2014). Це найдовша книга (на 832 сторінках), і Каттон — наймолодша авторка (у віці 28 років), яка коли-небудь виграла нагороду.. Вона була згадана в The Wall Street Journal ' «Кращий ігровий 2013», The Christian Science Monitor ' ігровий ' 15 по 2013 рік і Економіст журналу" Книги року "(2013 р).[що?]